# Beethoven 6 – Wielka ucieczka
Beethoven 6 – Wielka ucieczka – amerykańska komedia familijna z 2008 roku, kolejny sequel w serii o psie rasy bernardyn imieniem Beethoven.

## Główne role
- Jonathan Silverman – Eddie Bob
- Moises Arias – Billy Bob
- Jennifer Finnigan – Lisa
- Eddie Griffin – Stanley
- Rhea Perlman – Patricia Benji
- Stephen Tobolowsky – Sal DeMarco
- Stefanie Scott – Katie
- Oscar Nuñez – Tick
- Joey Fatone – Bones